# Horten Futsal 2012-2013
Questa voce raccoglie le informazioni riguardanti l'Horten Futsal nelle competizioni ufficiali della stagione 2012-2013.

## Stagione
L'Horten ha chiuso il campionato al 7º posto finale, peggiorando il 4º posto dell'anno precedente.

## Rosa
| N° | Naz.                | Ruolo | Sportivo              | Anno     |  |  |
| -- | ------------------- | ----- | --------------------- | -------- |  |  |
|    | Norvegia (bandiera) | POR   | Jim Robin Henriksen   | 10.11.93 |  |  |
|    | Norvegia (bandiera) | POR   | Pål Stensholt         | 13.02.90 |  |  |
|    | Norvegia (bandiera) | DIF   | Henrik Arnesen        |          |  |  |
|    | Norvegia (bandiera) | DIF   | Selim Muho            | 08.03.83 |  |  |
|    | Norvegia (bandiera) | DIF   | Kristoffer Perskaas   | 17.02.95 |  |  |
|    | Norvegia (bandiera) | DIF   | Jeton Pestisha        | 03.02.85 |  |  |
|    | Norvegia (bandiera) | DIF   | Lars Rustad           | 29.02.96 |  |  |
|    | Norvegia (bandiera) | UNI   | Jørgen Jalland        | 09.09.77 |  |  |
|    | Norvegia (bandiera) | UNI   | Kristoffer Silberg    | 26.03.85 |  |  |
|    | Norvegia (bandiera) | PIV   | Magnus Garden         | 02.02.88 |  |  |
|    | Norvegia (bandiera) |       | Nedim Brbovic         | 22.10.77 |  |  |
|    | Norvegia (bandiera) |       | Jørgen Bue Solli      |          |  |  |
|    | Norvegia (bandiera) |       | Etnor Gojani          |          |  |  |
|    | Norvegia (bandiera) |       | Jon Stian Haukli      |          |  |  |
|    | Norvegia (bandiera) |       | Thomas Knutsen        |          |  |  |
|    | Norvegia (bandiera) |       | Thomas Nilsen         | 22.10.77 |  |  |
|    | Norvegia (bandiera) |       | Alen Patros           | 07.02.88 |  |  |
|    | Norvegia (bandiera) |       | Evan Patros           | 04.10.89 |  |  |
|    | Norvegia (bandiera) |       | Audun Pettersen Sunde |          |  |  |
|    | Norvegia (bandiera) |       | Natanael Samson       |          |  |  |
|    | Norvegia (bandiera) |       | Thomas Utter Jensen   |          |  |  |

## Risultati

### Eliteserie

#### Girone di andata
| Oslo 3 novembre 2012, ore 19:00 1ª giornata | Horten   | 6 – 8 referto | Tiller | KFUM-Hallen\| Arbitro: \| Pedersen \| |
| Arbitro:                                    | Pedersen |               |        |                                       |

| Oslo 4 novembre 2012, ore 16:15 2ª giornata | Solør   | 5 – 3 referto | Horten | KFUM-Hallen\| Arbitro: \| Hanssen \| |
| Arbitro:                                    | Hanssen |               |        |                                      |

| Helgeroa 24 novembre 2012, ore 14:00 3ª giornata | Nesjar  | 1 – 1 referto | Horten | Nesjarhallen\| Arbitro: \| Hanssen \| |
| Arbitro:                                         | Hanssen |               |        |                                       |

| Larvik 1º dicembre 2012, ore 12:00 4ª giornata | Horten  | 5 – 4 referto | KFUM Oslo | Arena Larvik\| Arbitro: \| Ølmheim \| |
| Arbitro:                                       | Ølmheim |               |           |                                       |

| Larvik 2 dicembre 2012, ore 16:15 5ª giornata | Vegakameratene | 3 – 1 referto | Horten | Arena Larvik\| Arbitro: \| Hanssen \| |
| Arbitro:                                      | Hanssen        |               |        |                                       |

| Bergen 15 dicembre 2012, ore 14:00 6ª giornata | Grorud | 10 – 2 referto | Horten | Vadmyrahallen\| Arbitro: \| Tvedt \| |
| Arbitro:                                       | Tvedt  |                |        |                                      |

| Larvik 16 dicembre 2012, ore 12:00 7ª giornata | Vadmyra | 10 – 1 referto | Horten | Arena Larvik\| Arbitro: \| Tvedt \| |
| Arbitro:                                       | Tvedt   |                |        |                                     |

| Stjørdal 5 gennaio 2013, ore 19:00 8ª giornata | Kongsvinger  | 3 – 2 referto | Horten | Stjørdalshallen\| Arbitro: \| Solum Lystad \| |
| Arbitro:                                       | Solum Lystad |               |        |                                               |

| Stjørdal 6 gennaio 2013, ore 16:15 9ª giornata | Nidaros      | 5 – 1 referto | Horten | Stjørdalshallen\| Arbitro: \| Solum Lystad \| |
| Arbitro:                                       | Solum Lystad |               |        |                                               |

#### Girone di ritorno
| Stjørdal 2 febbraio 2013, ore 19:00 10ª giornata | Tiller       | 6 – 5 referto | Horten | Stjørdalshallen\| Arbitro: \| Solum Lystad \| |
| Arbitro:                                         | Solum Lystad |               |        |                                               |

| Fyllingsdalen 3 febbraio 2013, ore 18:00 11ª giornata | Horten    | 4 – 2 referto | Solør | Framohallen A\| Arbitro: \| Myklebust \| |
| Arbitro:                                              | Myklebust |               |       |                                          |

| 10 febbraio 2013, ore 15:00 12ª giornata | Horten  | 3 – 1 referto | Nesjar | \| Arbitro: \| Ølmheim \| |
| Arbitro:                                 | Ølmheim |               |        |                           |

| Oslo 16 febbraio 2013, ore 15:30 13ª giornata | KFUM Oslo | 2 – 4 referto | Horten | KFUM-Hallen\| Arbitro: \| Sandberg \| |
| Arbitro:                                      | Sandberg  |               |        |                                       |

| Oslo 17 febbraio 2013, ore 16:15 14ª giornata | Horten  | 3 – 5 referto | Vegakameratene | KFUM-Hallen\| Arbitro: \| Iversen \| |
| Arbitro:                                      | Iversen |               |                |                                      |

| Helgeroa 2 marzo 2013, ore 13:00 15ª giornata | Horten  | 4 – 3 referto | Grorud | Nesjarhallen\| Arbitro: \| Ølmheim \| |
| Arbitro:                                      | Ølmheim |               |        |                                       |

| Helgeroa 3 marzo 2013, ore 16:00 16ª giornata | Horten  | 10 – 6 referto | Vadmyra | Nesjarhallen\| Arbitro: \| Hanssen \| |
| Arbitro:                                      | Hanssen |                |         |                                       |

| Stjørdal 16 marzo 2013, ore 19:00 17ª giornata | Horten   | 3 – 11 referto | Kongsvinger | Stjørdalshallen\| Arbitro: \| Sandberg \| |
| Arbitro:                                       | Sandberg |                |             |                                           |

| Stjørdal 17 marzo 2013, ore 11:00 18ª giornata | Horten          | 1 – 10 referto | Nidaros | Stjørdalshallen\| Arbitro: \| Kiil Andreassen \| |
| Arbitro:                                       | Kiil Andreassen |                |         |                                                  |